# Scherma ai Giochi della VIII Olimpiade - Sciabola individuale maschile
La competizione della sciabola individuale maschile  di scherma ai Giochi della VIII Olimpiade si tenne nei giorni dal 16 al 18 luglio 1924 presso lo stadio di Colombes a Parigi

## Risultati

### 1 Turno
Si disputò il 16 luglio. 7 Gruppi i primi quattro avanzarono alle semifinali.
| Pos. | Atleta           | Nazione     | Vittorie | SF | SC | Incontri | Incontri | Incontri | Incontri | Incontri | Incontri | Incontri |
| Pos. | Atleta           | Nazione     | Vittorie | SF | SC | CAS      | MAE      | ROL      | BIN      | EKK      | GIG      | MUN      |
| ---- | ---------------- | ----------- | -------- | -- | -- | -------- | -------- | -------- | -------- | -------- | -------- | -------- |
| 1    | Horacio Casco    | Argentina   | 4        | 19 | 17 | X        | 2-4      | 4-3      | 1-4      | 4-1      | 4-2      | 4-3      |
| 2    | Jules Maes       | Belgio      | 4        | 19 | 18 | 4-2      | X        | 3-4      | 4-3      | 0-4      | 4-2      | 4-3      |
| 3    | Conrado Rolando  | Uruguay     | 4        | 19 | 19 | 3-4      | 4-3      | X        | 0-4      | 4-3      | 4-2      | 4-3      |
| 4    | Bino Bini        | Italia      | 3        | 19 | 14 | 4-1      | 3-4      | 4-0      | X        | 3-4      | 1-4      | 4-1      |
| 5    | Cornelis Ekkart  | Paesi Bassi | 3        | 19 | 15 | 1-4      | 4-0      | 3-4      | 4-3      | X        | 3-4      | 4-0      |
| 6    | Ernest Gignoux   | Stati Uniti | 3        | 18 | 16 | 2-4      | 2-4      | 2-4      | 4-1      | 4-3      | X        | 4-0      |
| 7    | Svend Aage Munck | Danimarca   | 0        | 10 | 24 | 3-4      | 3-4      | 3-4      | 1-4      | 0-4      | 0-4      | X        |

| Pos. | Atleta          | Nazione       | Vittorie | SF | SC | Incontri | Incontri | Incontri | Incontri | Incontri | Incontri | Incontri | BAR |
| Pos. | Atleta          | Nazione       | Vittorie | SF | SC | BEL      | PÓS      | CON      | SOL      | KER      | ACK      | BER      | BAR |
| ---- | --------------- | ------------- | -------- | -- | -- | -------- | -------- | -------- | -------- | -------- | -------- | -------- | --- |
| 1    | Héctor Belo     | Uruguay       | 4        | 21 | 14 | X        | 4-2      | 3-4      | 4-1      | 2-4      | 4-2      | 4-1      |     |
| 2    | Sándor Pósta    | Ungheria      | 4        | 20 | 15 | 2-4      | X        | 4-2      | 4-2      | 4-1      | 2-4      | 4-2      |     |
| 3    | Georges Conraux | Francia       | 4        | 21 | 18 | 4-3      | 2-4      | X        | 3-4      | 4-3      | 4-3      | 4-1      |     |
| 4    | Raúl Sola       | Argentina     | 3        | 18 | 19 | 1-4      | 2-4      | 4-3      | X        | 4-2      | 3-4      | 4-2      | 4-2 |
| 5    | Cecil Kershaw   | Gran Bretagna | 3        | 18 | 19 | 4-2      | 1-4      | 3-4      | 2-4      | X        | 4-3      | 4-2      | 2-4 |
| 6    | Charles Acke    | Belgio        | 2        | 16 | 21 | 2-4      | 4-2      | 3-4      | 4-3      | 3-4      | X        | 0-4      |     |
| 7    | Jens Berthelsen | Danimarca     | 1        | 12 | 20 | 1-4      | 2-4      | 1-4      | 2-4      | 2-4      | 4-0      | X        |     |

| Pos. | Atleta             | Nazione       | Vittorie | SF | SC | Incontri | Incontri | Incontri | Incontri | Incontri | Incontri | Incontri |
| Pos. | Atleta             | Nazione       | Vittorie | SF | SC | DUC      | OSI      | DAL      | SCH      | VAN      | MCP      | TOL      |
| ---- | ------------------ | ------------- | -------- | -- | -- | -------- | -------- | -------- | -------- | -------- | -------- | -------- |
| 1    | Roger Ducret       | Francia       | 6        | 24 | 11 | X        | 4-1      | 4-2      | 4-2      | 4-3      | 4-1      | 4-2      |
| 2    | Ivan Osiier        | Danimarca     | 4        | 17 | 14 | 1-4      | X        | 4-0      | 0-4      | 4-3      | 4-1      | 4-2      |
| 3    | Robin Dalglish     | Gran Bretagna | 3        | 15 | 15 | 2-4      | 0-4      | X        | 4-0      | 1-4      | 4-3      | 4-0      |
| 4    | Zoltán Schenker    | Ungheria      | 3        | 17 | 16 | 2-4      | 4-0      | 0-4      | X        | 4-3      | 3-4      | 4-1      |
| 5    | Jan van der Wiel   | Paesi Bassi   | 3        | 21 | 17 | 3-4      | 3-4      | 4-1      | 3-4      | X        | 4-3      | 4-1      |
| 6    | Chauncey McPherson | Stati Uniti   | 2        | 16 | 20 | 1-4      | 1-4      | 3-4      | 4-3      | 3-4      | X        | 4-1      |
| 7    | Manuel Toledo      | Spagna        | 0        | 7  | 24 | 2-4      | 2-4      | 0-4      | 1-4      | 1-4      | 1-4      | X        |

| Pos. | Atleta          | Nazione       | Vittorie | SF | SC | Incontri | Incontri | Incontri | Incontri | Incontri | Incontri |
| Pos. | Atleta          | Nazione       | Vittorie | SF | SC | PUL      | FEY      | SEL      | MEN      | PON      | GON      |
| ---- | --------------- | ------------- | -------- | -- | -- | -------- | -------- | -------- | -------- | -------- | -------- |
| 1    | Oreste Puliti   | Italia        | 5        | 20 | 5  | X        | 4-3      | 4-1      | 4-0      | 4-1      | 4-0      |
| 2    | Robert Feyerick | Belgio        | 4        | 19 | 13 | 3-4      | X        | 4-2      | 4-1      | 4-3      | 4-3      |
| 3    | Edgar Seligman  | Gran Bretagna | 3        | 15 | 12 | 1-4      | 2-4      | X        | 4-1      | 4-3      | 4-0      |
| 4    | Domingo Mendy   | Uruguay       | 2        | 10 | 15 | 0-4      | 1-4      | 1-4      | X        | 4-3      | 4-0      |
| 5    | Arturo Ponce    | Argentina     | 1        | 14 | 17 | 1-4      | 3-4      | 3-4      | 3-4      | X        | 4-1      |
| 6    | Julio González  | Spagna        | 0        | 4  | 20 | 0-4      | 3-4      | 0-4      | 0-4      | 1-4      | X        |

| Pos. | Atleta                 | Nazione       | Vittorie | SF | SC | Incontri | Incontri | Incontri | Incontri | Incontri | Incontri | Incontri | Incontri |
| Pos. | Atleta                 | Nazione       | Vittorie | SF | SC | SAR      | VON      | PER      | MER      | COR      | LYO      | GUI      | GEO      |
| ---- | ---------------------- | ------------- | -------- | -- | -- | -------- | -------- | -------- | -------- | -------- | -------- | -------- | -------- |
| 1    | Giulio Sarrocchi       | Italia        | 6        | 25 | 14 | X        | 1-4      | 4-1      | 4-3      | 4-3      | 4-1      | 4-1      | 4-1      |
| 2    | Ödön von Tersztyánszky | Ungheria      | 6        | 27 | 15 | 4-2      | X        | 3-4      | 4-1      | 4-2      | 4-2      | 4-3      | 4-1      |
| 3    | Marc Perrodon          | Francia       | 6        | 25 | 17 | 1-4      | 4-3      | X        | 4-2      | 4-2      | 4-3      | 4-3      | 4-0      |
| 4    | Carmelo Merlo          | Argentina     | 4        | 22 | 17 | 3-4      | 1-4      | 2-4      | X        | 4-0      | 4-1      | 4-1      | 4-3      |
| 5    | Archibald Corble       | Gran Bretagna | 3        | 19 | 20 | 3-4      | 2-4      | 2-4      | 0-4      | X        | 4-1      | 4-2      | 4-1      |
| 6    | Arthur Lyon            | Stati Uniti   | 1        | 14 | 25 | 1-4      | 2-4      | 3-4      | 1-4      | 1-4      | X        | 4-1      | 2-4      |
| 7    | Fernando Guillén       | Spagna        | 1        | 15 | 26 | 1-4      | 3-4      | 3-4      | 1-4      | 2-4      | 1-4      | X        | 4-2      |
| 8    | Iōannīs Geōrgiadīs     | Grecia        | 1        | 12 | 26 | 1-4      | 1-4      | 0-4      | 3-4      | 1-4      | 4-2      | 2-4      | X        |

| Pos. | Atleta               | Nazione     | Vittorie | SF | SC | Incontri | Incontri | Incontri | Incontri | Incontri | Incontri |
| Pos. | Atleta               | Nazione     | Vittorie | SF | SC | DEJ      | KOT      | GAR      | MEN      | AKR      | BAL      |
| ---- | -------------------- | ----------- | -------- | -- | -- | -------- | -------- | -------- | -------- | -------- | -------- |
| 1    | Arie de Jong         | Paesi Bassi | 4        | 19 | 10 | X        | 4-3      | 4-2      | 4-0      | 3-4      | 4-1      |
| 2    | Konstantinos Kotzias | Grecia      | 3        | 18 | 11 | 3-4      | X        | 3-4      | 4-1      | 4-2      | 4-0      |
| 3    | János Garay          | Ungheria    | 3        | 17 | 15 | 2-4      | 4-3      | X        | 3-4      | 4-2      | 4-2      |
| 4    | Pedro Mendy          | Uruguay     | 2        | 12 | 16 | 0-4      | 1-4      | 4-3      | X        | 3-4      | 4-1      |
| 5    | Sigurd Akre-Aas      | Norvegia    | 2        | 13 | 18 | 4-3      | 2-4      | 2-4      | 4-3      | X        | 1-4      |
| 6    | Fuat Balkan          | Turchia     | 1        | 8  | 17 | 1-4      | 0-4      | 2-4      | 1-4      | 4-1      | X        |

| Pos. | Atleta              | Nazione     | Vittorie | SF | SC | Incontri | Incontri | Incontri | Incontri | Incontri | Incontri |
| Pos. | Atleta              | Nazione     | Vittorie | SF | SC | BER      | BER      | CAS      | VAN      | FER      | MUR      |
| ---- | ------------------- | ----------- | -------- | -- | -- | -------- | -------- | -------- | -------- | -------- | -------- |
| 1    | Omer Berck          | Belgio      | 4        | 19 | 10 | X        | 3-4      | 4-1      | 4-2      | 4-1      | 4-2      |
| 2    | Marcello Bertinetti | Italia      | 4        | 19 | 12 | 4-3      | X        | 3-4      | 4-1      | 4-3      | 4-1      |
| 3    | Laurence Castner    | Stati Uniti | 3        | 16 | 16 | 1-4      | 4-3      | X        | 4-3      | 3-4      | 4-2      |
| 4    | Maarten van Dulm    | Paesi Bassi | 2        | 14 | 14 | 2-4      | 1-4      | 3-4      | X        | 4-1      | 4-1      |
| 5    | Rafael Fernández    | Cile        | 2        | 13 | 16 | 1-4      | 3-4      | 4-3      | 1-4      | X        | 4-1      |
| 6    | Julián de Olivares  | Spagna      | 0        | 7  | 20 | 2-4      | 1-4      | 2-4      | 1-4      | 1-4      | X        |

### Semifinali
Si disputarono il 16 luglio. 3 Gruppi i primi quattro avanzarono alla finale.
| Pos. | Atleta                 | Nazione       | Vittorie | SF      | SC      | Incontri | Incontri | Incontri | Incontri | Incontri | Incontri | Incontri | Incontri | Incontri |
| Pos. | Atleta                 | Nazione       | Vittorie | SF      | SC      | BIN      | OSI      | GAR      | CON      | VON      | MER      | MAE      | ROL      | MEN      |
| ---- | ---------------------- | ------------- | -------- | ------- | ------- | -------- | -------- | -------- | -------- | -------- | -------- | -------- | -------- | -------- |
| 1    | Bino Bini              | Italia        | 7        | 31      | 15      | X        | 4-2      | 4-3      | 3-4      | 4-3      | 4-2      | 4-0      | 4-0      | 4-1      |
| 2    | Ivan Osiier            | Danimarca     | 7        | 30      | 18      | 2-4      | X        | 4-2      | 4-2      | 4-3      | 4-2      | 4-1      | 4-1      | 4-3      |
| 3    | János Garay            | Ungheria      | 6        | 29      | 19      | 3-4      | 2-4      | X        | 4-2      | 4-2      | 4-3      | 4-2      | 4-0      | 4-2      |
| 4    | Georges Conraux        | Francia       | 5        | 26      | 22      | 4-3      | 2-4      | 2-4      | X        | 4-1      | 4-2      | 2-4      | 4-2      | 4-2      |
| 5    | Ödön von Tersztyánszky | Ungheria      | 4        | 25      | 22      | 3-4      | 3-4      | 2-4      | 1-4      | X        | 4-2      | 4-0      | 4-2      | 4-2      |
| 6    | Carmelo Merlo          | Argentina     | 3        | 23      | 25      | 2-4      | 2-4      | 3-4      | 2-4      | 2-4      | X        | 4-1      | 4-2      | 4-2      |
| 7    | Jules Maes             | Belgio        | 2        | 15      | 27      | 0-4      | 1-4      | 2-4      | 4-2      | 0-4      | 1-4      | X        | 3-4      | 4-1      |
| 8    | Conrado Rolando        | Uruguay       | 2        | 15      | 28      | 0-4      | 1-4      | 0-4      | 2-4      | 2-4      | 2-4      | 4-3      | X        | 4-1      |
| 9    | Pedro Mendy            | Uruguay       | 0        | 14      | 32      | 1-4      | 3-4      | 2-4      | 2-4      | 2-4      | 2-4      | 1-4      | 1-4      | X        |
| -    | Edgar Seligman         | Gran Bretagna | Forfait  | Forfait | Forfait | Forfait  | Forfait  | Forfait  | Forfait  | Forfait  | Forfait  | Forfait  | Forfait  | Forfait  |

| Pos. | Atleta              | Nazione       | Vittorie | SF | SC | Incontri | Incontri | Incontri | Incontri | Incontri | Incontri | Incontri | Incontri | Incontri |
| Pos. | Atleta              | Nazione       | Vittorie | SF | SC | DUC      | BER      | SCH      | DE       | SOL      | BER      | DAL      | MEN      | CAS      |
| ---- | ------------------- | ------------- | -------- | -- | -- | -------- | -------- | -------- | -------- | -------- | -------- | -------- | -------- | -------- |
| 1    | Roger Ducret        | Francia       | 7        | 30 | 17 | X        | 2-4      | 4-2      | 4-2      | 4-1      | 4-2      | 4-2      | 4-1      | 4-3      |
| 2    | Marcello Bertinetti | Italia        | 6        | 29 | 17 | 4-2      | X        | 2-4      | 3-4      | 4-0      | 4-3      | 4-3      | 4-1      | 4-0      |
| 3    | Zoltán Schenker     | Ungheria      | 6        | 27 | 20 | 2-4      | 4-2      | X        | 4-3      | 1-4      | 4-3      | 4-3      | 4-1      | 4-0      |
| 4    | Arie de Jong        | Paesi Bassi   | 5        | 28 | 17 | 2-4      | 4-3      | 3-4      | X        | 4-0      | 3-4      | 4-0      | 4-0      | 4-2      |
| 5    | Raúl Sola           | Argentina     | 4        | 20 | 21 | 1-4      | 0-4      | 4-1      | 0-4      | X        | 4-2      | 3-4      | 4-0      | 4-2      |
| 6    | Omer Berck          | Belgio        | 3        | 25 | 24 | 2-4      | 3-4      | 3-4      | 4-3      | 2-4      | X        | 4-1      | 4-0      | 3-4      |
| 7    | Robin Dalglish      | Gran Bretagna | 3        | 21 | 24 | 2-4      | 3-4      | 3-4      | 0-4      | 4-3      | 1-4      | X        | 4-0      | 4-1      |
| 8    | Domingo Mendy       | Uruguay       | 1        | 7  | 29 | 1-4      | 1-4      | 1-4      | 0-4      | 0-4      | 0-4      | 0-4      | X        | 4-1      |
| 9    | Laurence Castner    | Stati Uniti   | 1        | 13 | 31 | 3-4      | 0-4      | 0-4      | 2-4      | 2-4      | 4-3      | 1-4      | 1-4      | X        |

| Pos. | Atleta               | Nazione     | Vittorie | SF | SC | Incontri | Incontri | Incontri | Incontri | Incontri | Incontri | Incontri | Incontri | Incontri |
| Pos. | Atleta               | Nazione     | Vittorie | SF | SC | PUL      | PÓS      | CAS      | SAR      | BEL      | FEY      | PER      | VAN      | KOT      |
| ---- | -------------------- | ----------- | -------- | -- | -- | -------- | -------- | -------- | -------- | -------- | -------- | -------- | -------- | -------- |
| 1    | Oreste Puliti        | Italia      | 7        | 30 | 15 | X        | 4-2      | 2-4      | 4-1      | 4-3      | 4-2      | 4-1      | 4-1      | 4-1      |
| 2    | Sándor Pósta         | Ungheria    | 6        | 28 | 20 | 2-4      | X        | 4-3      | 2-4      | 4-2      | 4-0      | 4-2      | 4-2      | 4-3      |
| 3    | Horacio Casco        | Argentina   | 5        | 26 | 17 | 4-2      | 3-4      | X        | 1-4      | 2-4      | 4-0      | 4-2      | 4-1      | 4-0      |
| 4    | Giulio Sarrocchi     | Italia      | 5        | 24 | 21 | 1-4      | 4-2      | 4-1      | X        | 4-3      | 0-4      | 4-2      | 3-4      | 4-1      |
| 5    | Héctor Belo          | Uruguay     | 4        | 27 | 22 | 3-4      | 2-4      | 4-2      | 3-4      | X        | 4-1      | 4-3      | 4-0      | 3-4      |
| 6    | Robert Feyerick      | Belgio      | 4        | 19 | 24 | 2-4      | 0-4      | 0-4      | 4-0      | 1-4      | X        | 4-3      | 4-2      | 4-3      |
| 7    | Marc Perrodon        | Francia     | 2        | 21 | 27 | 1-4      | 2-4      | 2-4      | 2-4      | 3-4      | 3-4      | X        | 4-3      | 4-0      |
| 8    | Maarten van Dulm     | Paesi Bassi | 2        | 17 | 27 | 1-4      | 2-4      | 1-4      | 4-3      | 0-4      | 2-4      | 3-4      | X        | 4-0      |
| 9    | Konstantinos Kotzias | Grecia      | 1        | 12 | 31 | 1-4      | 3-4      | 0-4      | 1-4      | 4-3      | 3-4      | 0-4      | 0-4      | X        |

### Finale
Si disputò il 18 luglio.

La finale fu funestata da un episodio. Un giudice ungherese accusò gli italiani di disputare gli assalti in modo da favorire lo   schermitore Puliti in modo da avvantaggiarsi in classifica. Ad una forte protesta di Puliti la giuria squalificò lo schermidore italiano. A questa decisione gli altri tre schermidori si ritirarono dalla competizione.
| Pos. | Atleta              | Nazione     | Vittorie     | SF           | SC           | Incontri     | Incontri     | Incontri     | Incontri     | Incontri     | Incontri     | Incontri     | Incontri     |
| Pos. | Atleta              | Nazione     | Vittorie     | SF           | SC           | PÓS          | DUC          | GAR          | SCH          | DE           | OSI          | CON          | CAS          |
| ---- | ------------------- | ----------- | ------------ | ------------ | ------------ | ------------ | ------------ | ------------ | ------------ | ------------ | ------------ | ------------ | ------------ |
| SP1  | Roger Ducret        | Francia     | 5            | 22           | 16           | 1-2          | X            | 4-2          | 4-3          | 1-4          | 4-1          | 4-3          | 4-1          |
| SP1  | Sándor Pósta        | Ungheria    | 5            | 26           | 20           | X            | 4-1          | 3-4          | 4-3          | 4-3          | 3-4          | 4-3          | 4-2          |
| SP1  | János Garay         | Ungheria    | 5            | 23           | 20           | 4-3          | 2-4          | X            | 4-2          | 4-2          | 1-4          | 4-3          | 4-2          |
| SP4  | Zoltán Schenker     | Ungheria    | 4            | 24           | 21           | 3-4          | 3-4          | 2-4          | X            | 4-3          | 4-0          | 4-3          | 4-3          |
| SP4  | Arie de Jong        | Paesi Bassi | 4            | 24           | 21           | 3-4          | 4-1          | 2-4          | 3-4          | X            | 4-3          | 4-3          | 4-2          |
| SP6  | Ivan Osiier         | Danimarca   | 2            | 15           | 24           | 4-3          | 1-4          | 4-1          | 0-4          | 3-4          | X            | 0-4          | 3-4          |
| SP6  | Georges Conraux     | Francia     | 2            | 23           | 22           | 3-4          | 3-4          | 3-4          | 3-4          | 3-4          | 4-0          | X            | 4-2          |
| 8    | Horacio Casco       | Argentina   | 1            | 16           | 27           | 2-4          | 1-4          | 2-4          | 3-4          | 2-4          | 4-3          | 2-4          | X            |
| -    | Oreste Puliti       | Italia      | Squalificato | Squalificato | Squalificato | Squalificato | Squalificato | Squalificato | Squalificato | Squalificato | Squalificato | Squalificato | Squalificato |
| -    | Marcello Bertinetti | Italia      | Ritirato     | Ritirato     | Ritirato     | Ritirato     | Ritirato     | Ritirato     | Ritirato     | Ritirato     | Ritirato     | Ritirato     | Ritirato     |
| -    | Bino Bini           | Italia      | Ritirato     | Ritirato     | Ritirato     | Ritirato     | Ritirato     | Ritirato     | Ritirato     | Ritirato     | Ritirato     | Ritirato     | Ritirato     |
| -    | Giulio Sarrocchi    | Italia      | Ritirato     | Ritirato     | Ritirato     | Ritirato     | Ritirato     | Ritirato     | Ritirato     | Ritirato     | Ritirato     | Ritirato     | Ritirato     |

| Pos. | Atleta          | Nazione   | Vittorie | SF | SC |
| ---- | --------------- | --------- | -------- | -- | -- |
| 6    | Ivan Osiier     | Danimarca | 1        | 4  | 2  |
| 7    | Georges Conraux | Francia   | 0        | 2  | 4  |

| Pos. | Atleta          | Nazione     | Vittorie | SF | SC |
| ---- | --------------- | ----------- | -------- | -- | -- |
| 4    | Zoltán Schenker | Ungheria    | 1        | 4  | 3  |
| 5    | Arie de Jong    | Paesi Bassi | 0        | 3  | 4  |

| Pos.    | Atleta       | Nazione  | Vittorie | SF | SC | Incontri | Incontri | Incontri |
| Pos.    | Atleta       | Nazione  | Vittorie | SF | SC | PÓS      | DUC      | GAR      |
| ------- | ------------ | -------- | -------- | -- | -- | -------- | -------- | -------- |
| Oro     | Sándor Pósta | Ungheria | 2        | 8  | 1  | X        | 4-0      | 4-1      |
| Argento | Roger Ducret | Francia  | 1        | 4  | 7  | 0-4      | X        | 4-3      |
| Bronzo  | János Garay  | Ungheria | 0        | 4  | 8  | 1-4      | 3-4      | X        |